# Bolboceras lutulentum
Bolboceras lutulentum är en skalbaggsart som beskrevs av Johann Christoph Friedrich Klug 1843. Bolboceras lutulentum ingår i släktet Bolboceras och familjen Bolboceratidae. Inga underarter finns listade.